# Statthalter der habsburgischen Niederlande
Die habsburgischen Niederlande waren die Burgundischen Niederlande bis Karl V., die Spanischen Niederlande vor und die Österreichischen Niederlande nach dem Spanischen Erbfolgekrieg und umfassten im Wesentlichen das heutige Belgien, anfangs auch die heutigen Niederlande. Im Lauf der Französischen Revolution wurden diese Gebiete von Frankreich erobert und kamen danach nicht wieder an Österreich zurück.
Die Habsburger ließen dieses Gebiet durch Generalstatthalter und Generalkapitäne regieren, die entweder der eigenen Familie oder dem kaisertreuen katholischen Hochadel entstammten. Eine Ausnahme bildete die Ära zwischen 1596 und 1621, als die Spanischen Niederlande unter der selbstständigen Herrschaft Albrecht VII., Erzherzog von Österreich, und seiner Gemahlin, Isabella Clara Eugenia, Infantin von Spanien, standen. Das Paar regierte als Titular-Herzog und Titular-Herzogin von Burgund.
Spaniens König Philipp II. hatte Tochter und Schwiegersohn die Niederlande als Brautmitgift überlassen. Albrecht war zuvor Kardinal-Erzbischof von Toledo (und als solcher auch Statthalter der Spanischen Niederlande) gewesen, hatte dann aber den geistlichen Stand verlassen. Nachdem Albrecht kinderlos starb, fielen die Spanischen Niederlande vertragsgemäß an Spanien zurück; Albrechts Witwe regierte fortan als spanische Statthalterin.

## Burgundische Niederlande (Siebzehn Provinzen)
- 1506–1507	Guillaume II. de Croÿ, Marquis d’Aerschot
- 1507–1530	Margarete von Österreich, Herzogin von Savoyen
- 1531–1555	Maria von Kastilien, Königin von Ungarn
- 1555–1559	Emanuel Philibert von Savoyen, Herzog von Savoyen
- 1559–1567	Margarete, Herzogin von Parma
- 1567–1573	Fernando Álvarez de Toledo, Herzog von Alba
- 1573–1576	Luis de Zúñiga y Requesens
- 1576–1578	Juan de Austria
- 1578–1581 Alessandro Farnese, Herzog von Parma und Piacenza

Gegen Alessandro Farnese, Sohn der Margarete von Parma, wurde Matthias von Österreich 1578 von den aufständischen Provinzen zum Statthalter gemacht. Er spielte aber politisch keine Rolle und konnte sich nicht durchsetzen. Er trat 1581 zurück, unmittelbar bevor sich die Republik der Sieben Vereinigten Niederlande von Spanien unabhängig erklärte.

## Spanische Niederlande
- 1581–1592 Alessandro Farnese, Herzog von Parma und Piacenza
- 1592–1594	Peter Ernst I., Graf von Mansfeld
- 1594–1595	Ernst, Erzherzog von Österreich
- 1595–1596	Pedro Henriquez de Acevedo, Graf von Fuentes
- 1596–1598	Albrecht VII., Erzherzog von Österreich und Kardinal-Erzbischof von Toledo
  - 1598–1621 selbstständige Herrschaft Albrecht VII. und seiner Gattin, Isabella Clara Eugenia, Infantin von Spanien (Mitregentin)
- 1621–1633	Isabella Clara Eugenia, Infantin von Spanien
- 1633–1641	Ferdinand, Kardinalinfant von Spanien
- 1641–1644	Francisco de Melo, Marquis von Terceira
- 1644–1647	Manuel de Moura Cortereal, Marquês de Castelo Rodrigo
- 1647–1656	Leopold Wilhelm, Erzherzog von Österreich
- 1656–1659	Juan José de Austria
- 1659–1664	Luis de Benavides Carrillo, Marqués de Fromista
- 1664–1668	Francisco de Moura Corterreal, Marquês de Castelo Rodrigo
- 1668–1670	Íñigo Melchor Fernández de Velasco, Herzog von Feria
- 1670–1675	Juan Domingo de Zuñiga y Fonseca
- 1675–1677	Carlos de Gurrea, Herzog von Villahermosa
- 1678–1682	Alessandro Farnese, Herzog von Parma
- 1682–1685	Otto Heinrich, Marquis von Caretto
- 1685–1692	Fray Antonio de Agurto, Marqués de Gastañaga
- 1692–1706	Maximilian II. Emanuel, Kurfürst von Bayern
- 1706–1714	Besetzung durch die Briten und die Vereinigten Niederlande

Durch den Vertrag von Rastatt 1714 gehen die Südlichen Niederlande an die österreichische Linie des Hauses Habsburg.

## Österreichische Niederlande
- 1716–1724	Eugen, Prinz von Savoyen; Stellvertreter und de facto Statthalter: Ercole Turinetti Marquis de Prié[1]
- 1724–1741	Maria Elisabeth, Erzherzogin von Österreich
- 1741–1744	Friedrich August, Graf von Harrach-Rohrau
- 1744–1744	Maria Anna, Erzherzogin von Österreich
- 1744–1780	Karl Alexander, Prinz von Lothringen
  - 1745–1748 Besetzung durch Franzosen unter Marschall Hermann Moritz von Sachsen
- 1780–1781	Georg Adam, Fürst von Starhemberg
- 1781–1793	Albert Kasimir, Herzog von Sachsen-Teschen
- 1781–1793	Marie Christine, Erzherzogin von Österreich
  - 1790 kurzlebige unabhängige Republik der Vereinigten Belgischen Staaten
- 1793–1794	Karl von Österreich-Teschen, Erzherzog von Österreich

## Gouverneure im Herzogtum Limburg
- 1542–1572 Johann von Ostfriesland
- 1574–1578 Arnoud Huyn van Amstenraedt
- 1578–1579 Christoffel van Mondragon
- 1579–1597 Claude van Wittem van Beersel
- 1597–1612 Gaston Spinola
- 1612–1620 Maximilian von St-Aldegonde
- 1620–1624 Karl Emanuel de Gorrevod
- 1624–1626 Hermann von Burgund
- 1626–1632 Hugo van Noyelles
- 1632–1635 Spanische Besetzung
- 1635–1640 Willem Bette
- 1640–1647 Jan van Wiltz
- 1649–1665 Lancelot Schetz van Grobbendonk
- 1665–1684 Johann Franz Desideratus von Nassau-Siegen
- 1685–1702 Hendrik Ludwig Lamoraal von Ligne
- 1702–1705 Franz Sigmund von Thurn und Taxis (1655–1710)
- 1703–1705 Ludwig von Sinzendorff
- 1705–1707 Jean-Pierre de Goës (Goossens)
- 1707–1709 Ferdinand Bertrand de Quiros
- 1709–1710 Johann Wenzel von Gallas
- 1710–1713 Franz Adolf von Sinzerling
- 1713 Ludwig von Sinzendorff
- 1713–1714 Georg von Tunderfeld
- 1714–1723 Franz Sigmund von Thurn und Taxis
- 1725–1728 Otto von Vehlen
- 1728–1754 Wolfgang Wilhelm von Bournonville